# إنديانابوليس 500 سنة 1997
سباق إنديانا بوليس -500 ميل 1997 أقيم في حلبة إنديانابوليس موتور سبيدواي في 1997 وفاز في السباق آري لينديك من فريق تريدواي راسينغ بمتوسط سرعة 145.827 mph.
وكان أول المنطلقين آري لينديك بسرعة 218.263.